# Schouwia
Schouwia és un gènere de plantes amb flors dins la família brassicàcia. Consta de vuit espècies entre les quals s'inclou Schouwia thebaica, planta medicinal del desert del Sàhara anomenada alwat pels tuaregs.

## Taxonomia
| - Schouwia arabica - Schouwia brassicaefolia - Schouwia brevisepta - Schouwia glastifolia | - Schouwia purpurea - Schouwia schimperi - Schouwia semiserrata - Schouwia thebaica |